# Elvira av Toro
Elvira av Toro, född 1038, död 1101, var regerande grevinna av Toro 1065–1101.
Hon var dotter till kung Ferdinand I av León och Sancha av León. Vid hennes fars död 1065, delades hans kungarike upp mellan hans barn i enlighet med hans testamente och Elvira tilldelades då Toro. 